# Opsilia varentzovi
Opsilia varentzovi är en skalbaggsart som först beskrevs av Semenov 1896.  Opsilia varentzovi ingår i släktet Opsilia och familjen långhorningar.
Artens utbredningsområde är Iran. Inga underarter finns listade i Catalogue of Life.